# Frédéric Marty
Frédéric Ladislas Joseph Marty (Albi, Tarn, 23 de junho de 1911 – Helsinque, 14 de junho de 1940) foi um matemático francês.
O pai de Frédéric Marty foi o matemático Joseph Marty (1885–1914), que lecionou no lycée d'Albi e como oficial do exército francês foi morto em ação na Primeira Guerra Mundial.
Frédéric Marty obteve um doutorado em 1931 na École normale supérieure. Foi depois Maître de conférences em Marselha. Na Segunda Guerra Mundial foi tenente do Exército do Ar Francês e foi vítima do Kaleva quando, como mensageiro diplomático, estava a bordo de uma aeronave finlandesa que foi derrubada pela Força Aérea Soviética
Na teoria das famílias normais, ele é conhecido pelo teorema de Marty. Este teorema de sua tese estabelece que uma família de funções meromorfas é normal se e somente se a família de derivadas esféricas for localmente restrita. Marty também fundou a teoria dos hipergrupos e hiperestruturas em vários trabalhos.
Foi palestrante convidado do Congresso Internacional de Matemáticos em Oslo (1936).